# Christopher Marlowe
Christopher Marlowe (26. února 1564, Canterbury – 30. května 1593, Deptford, dnes součást Londýna) byl anglický dramatik pozdní renesance (období tzv. alžbětinského divadla), nejvýznamnější ze Shakespearových předchůdců.

## Život
Přestože byl jeho otec obuvníkem, dostalo se mu univerzitního vzdělání na Univerzitě v Cambridgi. Studoval zde od roku 1581 a získal zde roku 1584 titul bakaláře umění a roku 1587 titul magistra umění. Poté žil v Londýně, kde slavil velké úspěchy jako dramatik. Společně s Robertem Greenem, Thomasem Lodgem, Thomasem Kydem, Johnem Lylym, Thomasem Nashem a Georgem Peelem patřil do tzv. skupiny univerzitních vzdělanců (University Witts), označovaných tak podle toho že získali vzdělání na Cambridgeské nebo Oxfordské univerzitě.
Přestože zřejmě vykonával občasné služby pro vládu (předpokládá se, že byl po určitý čas agentem tajné služby sledující činnost emigrantské katolické opozice), měl pro svou svobodomyslnost a nevázaný způsob života pověst ateisty, rouhače, homosexuála, machiavellisty, pijáka a rváče, který měl potíže s úřady. V květnu roku 1593 byl pro údajné autorství "buřičských a ateistických" spisků vyšetřován Státní radou, ale než mohlo být vyšetřování uzavřeno, byl zabit v hospodské rvačce, která mohla být zinscenována tajnou službou.
Marlowe byl po Shakespearovi největší anglický dramatik alžbětinského období. Jeho hry zobrazují titánské hrdiny, které hubí jejich vlastní ctižádost a vášnivost. Byl mistrem zápletky, dialogu a psychologie postav. Psal blankversem, který v anglické literatuře upevnil. Jako první dramaticky zpracoval roku 1592 faustovskou legendu v díle The Tragical History of the Life and Death of Doctor Faustus (Tragická historie o doktoru Faustovi).

## Ohlas v kultuře
O románové zpracování dramatikova životopisu se mimo jiné pokusil i česko-britský herec a spisovatel Herbert Lom ve své knize Enter a Spy.

## Dílo

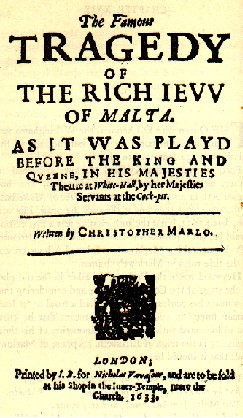
Maltský žid, vydání z roku 1633.

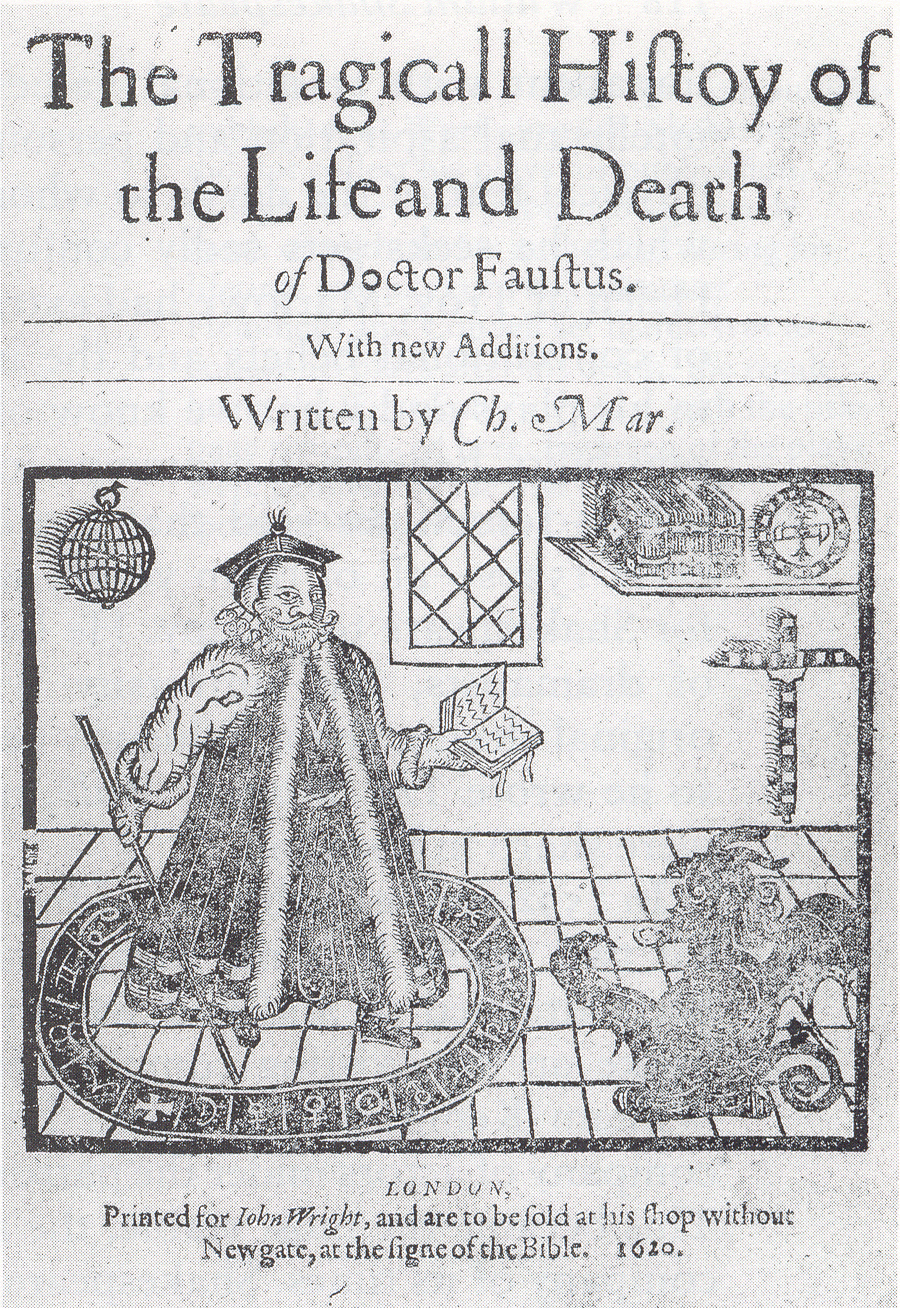
Tragická historie o doktoru Faustovi, vydání z roku 1620.

### Divadelní hry
- The Tragedy of Dido, Queen of Carthage (1586–87, Tragédie o Didoně, královně kartaginské), tiskem prvně 1594, společně s Thomasem Nashem, rétorické a ne příliš dramatické dílo.
- Tamburlaine the Great (1587, Tamerlán Veliký), dvoudílná hra založená na životě turkotatarského vojevůdce Tamerlána, která měla okamžitý a veliký (i finanční) úspěch. Tamerlán je zde zobrazen jako sebevědomý dobyvatel poražený jen smrtí, který si chce podrobit celý svět a nakonec bojovat i s nebeskými mocnostmi. Tiskem byla hra vydána roku 1590.
- The Jew of Malta (asi 1590, Maltský žid), hra plná intrik a zločinů s plným názvem The Famous Tragedy of the Rich Jew of Malta (Slavná tragédie o bohatém maltském židovi) přináší na pozadí osudu po bohatství za každou cenu toužícího žida Barabáše kritický pohled na židovské, muslimské i křesťanské náboženství. Tiskem byla hra vydána až roku 1633.
- The Massacre at Paris (asi 1592, Masakr v Paříži), tragédie drasticky zobrazující události Bartolomějské noci s hlavním hrdinou krutým, věrolomným a mocichtivým vévodou de Guise. Tiskem byla hra vydána roku 1600.
- Edward II. (asi 1592), historická hra s plným názvem The Troublesome Reign and Lamentable Death of Edward the Second, King of England (Těžká doba vlády a žalostná smrt anglického krále Edwarda II.), jejímž hlavním hrdinou je slabošský a homosexuání král, vzbuzuje nejprve odpor a později soucit. Tiskem byla hra vydána roku 1594.
- The Tragical History of the Life and Death of Doctor Faustus (Tragická historie života a smrti doktora Fausta, 1592), nejlepší Marlowova hra,[2] osobité a vůbec první dramatické zpracování německé knížky lidového čtení, jejíž anglický překlad vyšel v roce 1592. Faust se zde stává tragickým renesančním hrdinou, který zosobňuje sílu ducha a pýchu intelektu toužícího po absolutním poznání. Tiskem byla hra vydána roku 1604.

### Poezie
- The Passionate Shepherd to His Love (Zamilovaný pastýř své milé), báseň napsaná pravděpodobně ještě na studiích v Cambridgi a prvně vydaná pod Shakespearovým jménem roku 1599.
- Hero and Leander (Heró a Leander), nedokončený malý epos (epyllion) s antickým námětem, na kterém Marlowe pracoval před svou smrtí. Dílo, patřící k vrcholům anglické renesanční poezie, bylo dokončeno Georgem Champanem (asi 1559–1634) a prvně vydáno roku 1599.

## Česká vydání
- Edward II., Jaroslav Šnajdr, Kladno 1922, přeložil Otokar Fischer,
- Doktor Faustus, Jaroslav Šnajdr, Kladno 1925, přeložil Stanislav Stuna,
- Doktor Faustus, Dilia, Praha 1969, přeložil Vladimír Pražák,
- Tragická historie o doktoru Faustovi, antologie Alžbětinské divadlo I. - Shakespearovi předchůdci, Odeon, Praha 1978, přeložil Alois Bejblík,
- Maltský žid, antologie Alžbětinské divadlo I. - Shakespearovi předchůdci, Odeon, Praha 1978, přeložil Milan Lukeš,